# (7278) Shtokolov
(7278) Shtokolov (1985 UW4) – planetoida z pasa głównego asteroid okrążająca Słońce w ciągu 5,59 lat w średniej odległości 3,15 j.a. Odkryta 22 października 1985 roku.